# Universidad Nacional de Tucumán

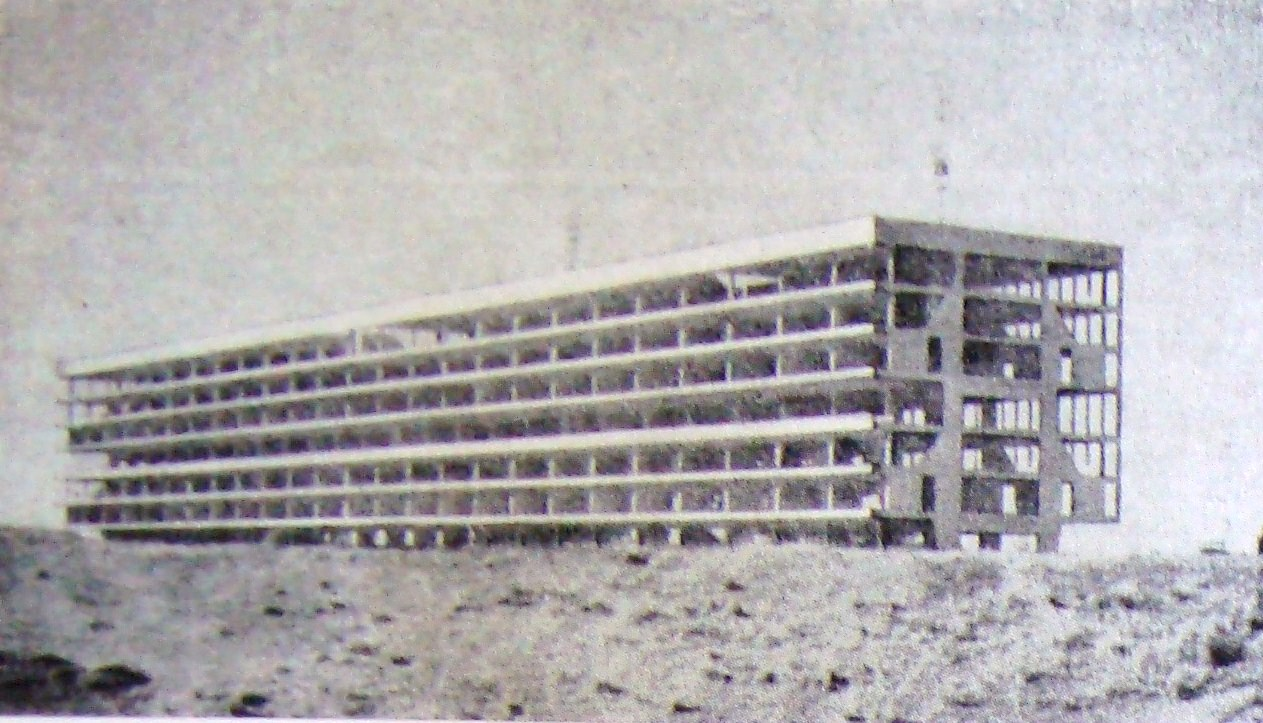
El bloque residencial de la Ciudad Universitaria, proyectado en 1947 y abandonado sin terminar.

La Universidad Nacional de Tucumán (UNT) es una universidad pública argentina con sede central en la ciudad de San Miguel de Tucumán. Es la universidad pública nacional más grande del Norte argentino, y una de las más importantes del país junto con la UBA, la UNC y la UNLP. Fundada el 25 de mayo de 1914, fue nacionalizada en 1921 con la promulgación de la Ley 11.027. Cuenta con 13 facultades, 2 escuelas universitarias y 8 escuelas preuniversitarias.

## Historia: antecedentes y la etapa fundacional de la Universidad,(1914-1922)

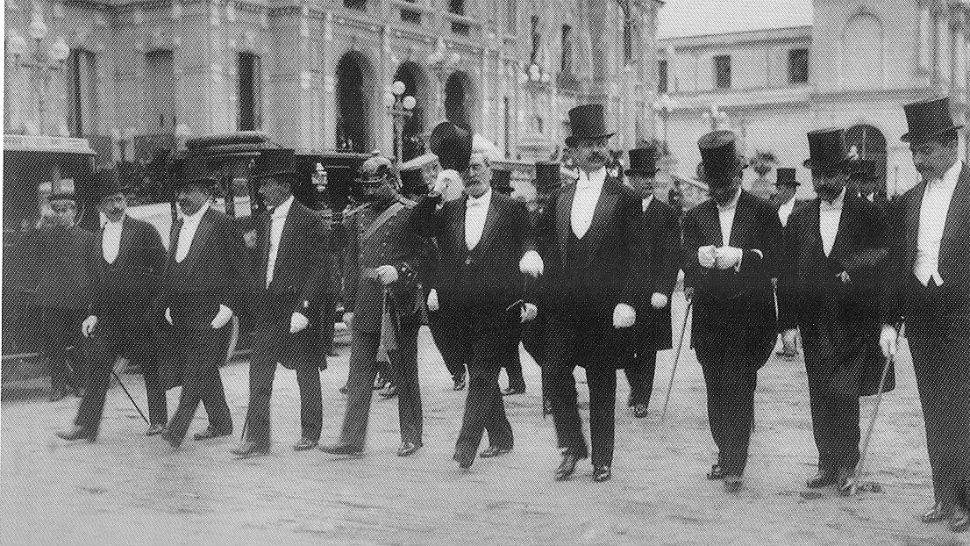
El Gobernador de Tucumán, Ernesto Padilla, junto al Ministro de Instrucción Pública de la Nación, Joaquín V. González, se dirigen a los actos de fundación de la Universidad de Tucumán. 25 de mayo de 1914.

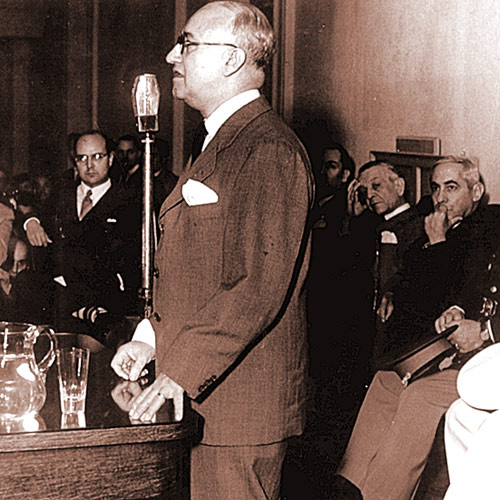
El filósofo Alberto Rougés asume el rectorado de la Universidad Nacional de Tucumán en el año 1945.

En el decenio de 1870 se registró un antecedente de lo que posteriormente sería el inicio de la educación universitaria en Tucumán. En esa época comenzaron a dictarse "cursos libres" de Derecho en el Colegio Nacional, y tres años más tarde, la Sala de Representantes aprobó una ley que instituyó "la Facultad de Jurisprudencia y Ciencias Políticas, que servirá de plantel a la Universidad Provincial que se fundará después en esta capital". 
No obstante en 1882, el gobierno nacional desautorizó la continuación de dichos cursos, determinando que para la obtención de los títulos universitarios habilitantes, los alumnos debían rendir sus exámenes en la Universidad Nacional de Córdoba, con lo cual el proyecto quedó suspendido.

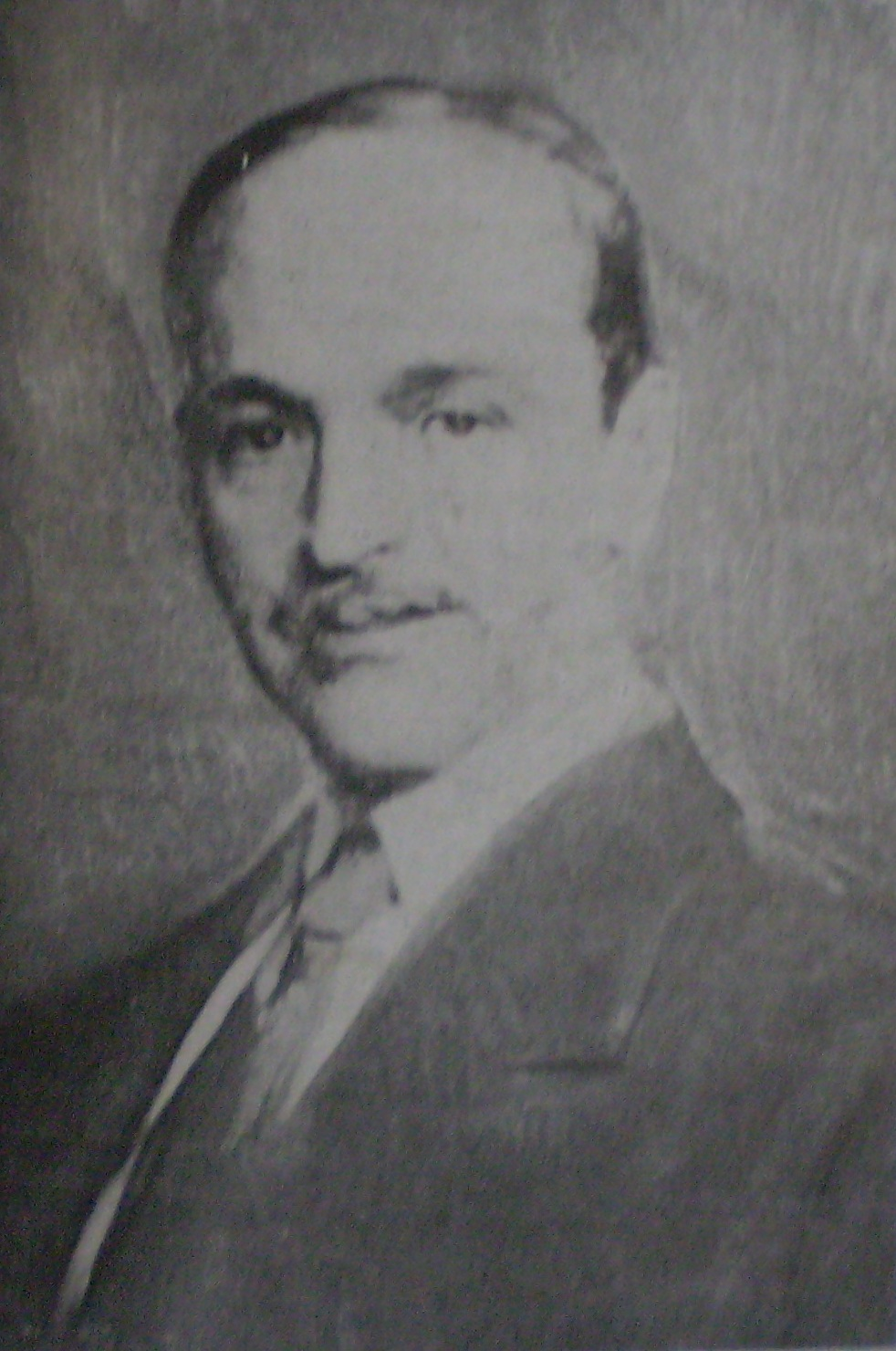
Juan Benjamín Terán, impulsor de la Universidad de Tucumán retratado por Naum Peck.

La aspiración de la provincia de contar con su propia casa de altos estudios, como una forma de consolidar la autonomía cultural del norte argentino, tuvo un fuerte impulso desde el círculo intelectual conocido como la "Generación del centenario", cuyo punto de referencia era la Sociedad Sarmiento.
La Universidad Nacional de Tucumán tuvo por gestores fundamentales a los entonces legisladores provinciales Juan B. Terán, futuro Juez de la Corte Suprema nacional  y Joaquín V. González, intelectual relevante del Norte del país.  En 1908, presentaron el proyecto de ley para su fundación en el parlamento provincial.
Desde su origen tuvo que enfrentar serias resistencias, que lograron postergar por cinco años la aprobación del proyecto, dado que la mayoría de la Legislatura local lo rechazaba. Sin embargo, la oposición más enérgica provino en aquel entonces de la Capital Federal, que no toleraba la pérdida de su cuasi monopolio académico y se resistió a una creación que, de por sí, representaba un avance hacia la descentralización y el federalismo en el terreno de la ciencia.
El 2 de julio de 1912 fue promulgada la ley de su creación por el gobernador José Frías Silva. Al año siguiente, en 1913 siendo gobernador Ernesto E. Padilla, se constituyó el primer Consejo Superior, que designó como primer Rector al Dr. Juan B. Terán.
El 25 de mayo de 1914, siendo Presidente de la República Argentina el Dr. Roque Sáenz Peña, se inauguró oficialmente la Universidad de Tucumán. Al asumir como primer rector de la nueva casa de altos estudios el Dr. Juan B. Terán afirmó que ‘como de toda fundación intelectual, la apertura de la casa es el punto de partida de una evolución indefinida’. Fueron firmantes del Acta de Fundación: Terán y su Secretario Lucas Penna, acompañados por Ernesto Padilla, Joaquín V. González, Raúl Colómbres, Miguel Mario Campero, José Padilla, Sisto Terán, Manuel Páez de la Torre, J. Santamarina y otros.

### Preámbulo
En su acta fundacional, se explicitó los objetivos generales que representaban la creación de esta Alta Casa de Estudios para la provincia y la sociedad tucumanas:

La Universidad de Tucumán, institución de cultura superior, tiene por finalidades inmediatas conservar, acrecentar y transmitir el conocimiento y propender al desarrollo de la cultura por medio de la investigación científica, técnica y humanística y del trabajo creador. Orienta sus actividades atenta a los problemas nacionales y regionales. Como institución democrática es objetivo trascendente de su labor educativa la formación de hombres con un elevado sentido ético, conscientes de los deberes y obligaciones que como universitarios les incumbe a la comunidad.
La plena autonomía institucional y la autarquía financiera son atributos fundamentales de la universidad.

El proyecto fundador, sintetizado en el lema Pedes in terra ad sidera visus (Los pies en la tierra y la mirada en el cielo), le asigna una vocación regional, el carácter de universidad moderna comprometida con el desarrollo de su medio local y regional, atenta a la ciencia de la época y abierta al mundo. Las clásicas funciones de docencia, investigación y extensión estuvieron presentes desde su concepción y posterior inauguración.
La nueva universidad provincial nacía de un conglomerado de instituciones como el Instituto Agroindustrial, donde se dictaba la carrera de ingeniería con orientación a la industria azucarera, el museo de ciencias naturales a cargo del naturalista Miguel Lillo, el archivo histórico de la provincia y los cursos de ciencias sociales.

## La Reforma Universitaria y la Nacionalización de la Universidad (1918-1922)
Con el estallido de los sucesos que dieron lugar a la Reforma Universitaria de Córdoba en 1918, el rector Terán solicitó su nacionalización al Congreso Nacional, siendo acompañado en el pedido por la flamante Federación Universitaria de Tucumán y la Federación Universitaria Argentina (FUA). Nacionalizada en 1921 con la promulgación de la Ley 11.027, la UNT comienza una nueva época en donde la docencia y la investigación van a ser sus objetivos centrales. Se diría entonces que la Universidad de Tucumán es la "primera Universidad hija de la Reforma". La Reforma Universitaria también significó el ingreso de los estudiantes al gobierno de la Casa de Estudios, circunstancia que no estuvo exenta de tensiones con los docentes, llegando en 1929, a una huelga estudiantil y la toma de los edificios de la universidad, lo que motivó la renuncia de Juan B. Terán al rectorado.
El proceso de nacionalización de la Universidad concluiría en 1935, bajo el segundo gobierno de Miguel Mario Campero. Mediante la Ley Provincial n.º 1.566 de septiembre de 1935, la provincia hizo entrega de la universidad a la Nación y la cesión de los bienes inmuebles pertenecientes a la provincia de Tucumán, tales como el actual edificio del Rectorado y las instalaciones en el Parque 9 de Julio, destinados a convertirse en las sedes de las distintas dependencias universitarias. También, en 1938, se crearon las facultades de Bioquímica y Derecho, recibiendo una subvención del gobierno provincial, aunque ésta fue suspendida.

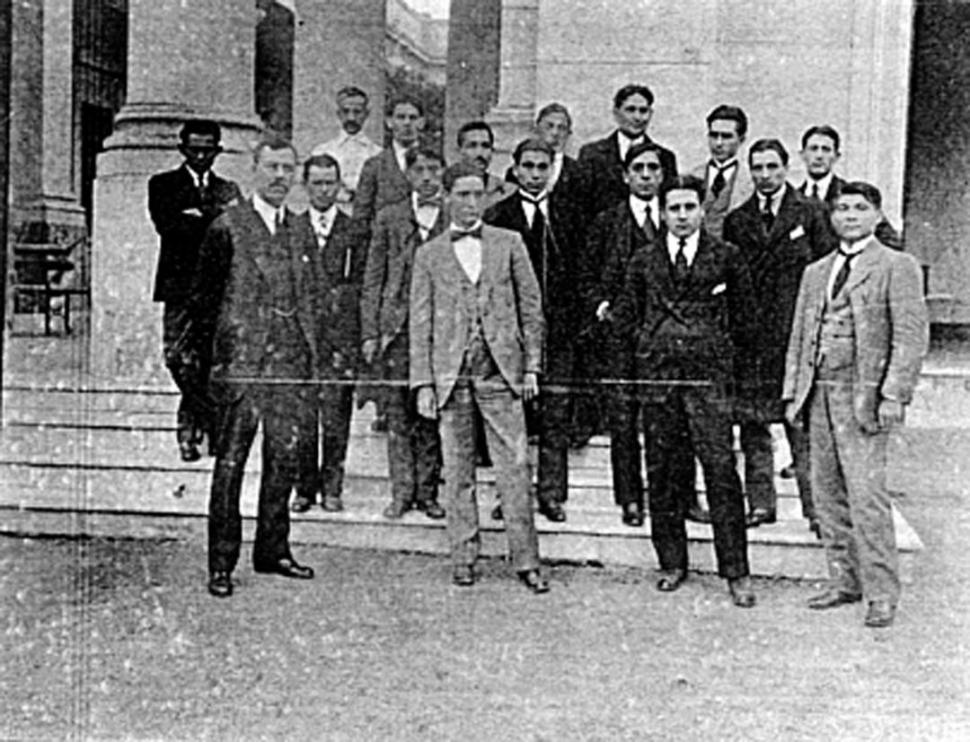
Fotografía de los primeros alumnos de la Universidad, posando en las puertas del entonces Departamento de Higiene, actual edificio del rectorado. Año 1914.

En 1936, la creación del Departamento de Filosofía y Letras, convertido en 1939 en Facultad, resultó en un polo de producción académica y cultural debido a la llegada de grandes escritores y filósofos argentinos y extranjeros. Entre  1937 y 1943, dictaron clases en la universidad el filósofo español Manuel García Morente, el historiador Silvio Frondizi y los filósofos Risieri Frondizi y Eugenio Pucciarelli, así como el escritor Enrique Anderson Imbert. De este modo, la universidad jugó un papel trascendental en la consolidación de la cultura del norte argentino.

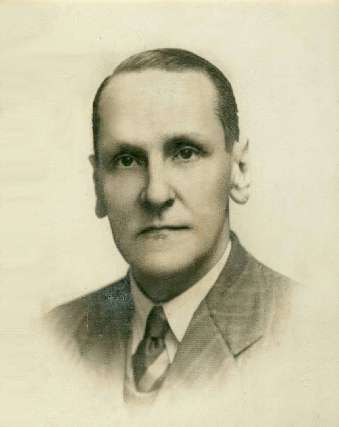
Julio Prebisch, Rector de la Universidad Nacional de Tucumán, llamado "el primer rector de la Reforma Universitaria", por haber sido elegido por el voto de los estudiantes de la Casa de Estudios.

Luego de la renuncia de Juan B. Terán al rectorado, se sucedieron en este cargo personalidades como Julio Prebisch (1929-1933, 1937-1940) considerado "el Primer Rector de la Reforma Universitaria", quien no terminó su mandato estatutario ya que fue intervenido por el gobierno nacional en 1940. Una nueva elección de autoridades puso en el rectorado a Adolfo Piossek, quien renunció en 1942, siendo sucedido brevemente por José Graciano Sortheix hasta el golpe de Estado del 4 de junio de 1943. El filósofo Alberto Rougès fue elegido rector en 1945, sin embargo falleció sorpresivamente a las pocas semanas de su toma de posesión. Con él concluyó el periodo en que la Universidad había estado dirigida por el núcleo original de intelectuales que había planeado su fundación y la había estructurado institucionalmente.

## Expansión y consolidación de la Universidad Nacional de Tucumán en la segunda mitad delSigloXX
La Universidad Nacional de Tucumán vivió otra etapa de notable crecimiento y prestigio académico bajo el rectorado de Horacio Descole, quien se desempeñó como rector entre 1945 y 1951. Contando con el apoyo del gobierno de Juan Domingo Perón,  Descole planificó un nuevo modelo universitario, tomando como ejemplo el modelo estadounidense de una universidad integrada por departamentos e institutos. El primer paso fue la creación en 1946 del Instituto de Minería y Geología de la U.N.T. en la Provincia de Jujuy, a lo que le seguirían la creación de institutos en el campo de las artes, el derecho, la economía y la investigación científica. Precisamente, este último aspecto fue el principal destinatario de la visión de Descole, quien sostenía una visión de una universidad volcada hacia la creación, difusión e implementación del conocimiento en todos los ámbitos en los cuales se encontraba inserta. De este modo, también planificó la construcción de una monumental "Ciudad Universitaria" en la Sierra de San Javier, cuyas obras comenzaron en 1949, quedando paralizadas al momento de la renuncia de Descole en 1951, pudiéndose observar actualmente parte de las obras inconclusas en la serranía.
También en esta época, la U.N.T. contrató numerosos profesores de origen extranjero que dieron brillo a la enseñanza y a la investigación, como también a las artes, mediante la creación de la Orquesta Sinfónica de la U.N.T. en 1948, bajo la dirección del eminente compositor húngaro Ernő Dohnányi; o el pintor Lino Enea Spilimbergo quien organizó el taller de pintura del Instituto Superior de Artes Plásticas en mayo de 1948, posteriormente convertido en el Departamento de Artes en noviembre de 1951. 
La oferta académica de la Universidad se amplió conforme los avances sociales y científicos. Las primeras facultades fueron la de Bioquímica, Química y Farmacia (1914); la de Ciencias Exactas y Tecnología (1917). En 1938, se aprobó la creación de la Facultad de Derecho y Ciencias Sociales (1938) y en 1939, la de Filosofía y Letras, lo que motivó un debate sobre la continuidad del modelo "industrialista" y "científico" que Juan B. Terán había previsto como horizonte intelectual de la Institución, ya que se consideraba que la enseñanza del derecho, principalmente, orientaría las vocaciones de los estudiantes hacia profesiones liberales antes que las industriales, necesarias para el desarrollo de la provincia. También, bajo el rectorado de Horacio Descole se fundarían las facultades de Agronomía y Zootecnia (1947); Ciencias Económicas (1947); Medicina (1949); Arquitectura y Urbanismo (1949) y Ciencias Naturales (1952). Estas unidades académicas se completaban con siete escuelas superiores (Odontología, Enfermería, Ingeniería Azucarera, Educación Física, Artes Plásticas, Artes Musicales), algunas de ellas convertidas en facultades en los años posteriores.
Merece señalarse que la nueva Facultad de Medicina, creada en 1949, tendría una notoria influencia regional en lo referente a la formación de profesionales médicos, ya que por sus aulas pasarían estudiantes no sólo de las provincias argentinas, sino también, provenientes de países como Bolivia, Perú, Chile, Paraguay, Colombia, y Ecuador. 
Otras dependencias de importancia fueron el Departamento de Educación Física en febrero de 1947 y el Instituto de Periodismo, del que dependía la redacción y publicación de un diario matutino denominado El Trópico del que dependía una Escuela de Periodismo abierta al público que comenzó a funcionar en enero de 1947 durante la primera presidencia de Juan Domingo Perón.
El escudo de la Universidad, que data de 1949, es obra del Pof. Elio Rodríguez Marquina.

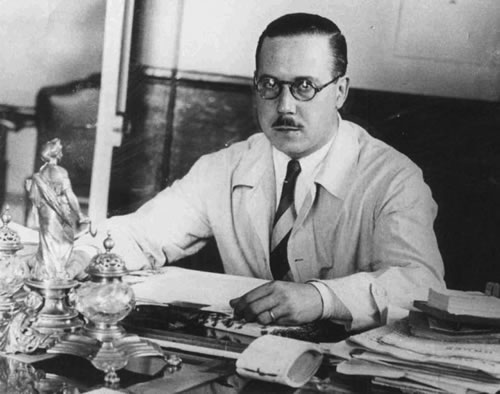
El rector de la Universidad Nacional de Tucumán, Horacio Descole. Bajo su gestión, la universidad alcanzaría uno de sus picos de prestigio académico y de expansión en todos los órdenes de la enseñanza superior.

Durante el periodo 1958-1966, los estatutos universitarios funcionaron conforme a los principios de la Reforma universitaria, presidiendo los destinos de la institución el ingeniero Eugenio Flavio Virla, cuyo desempeño culminó con el golpe militar de 1966. En esta etapa, la Escuela de Arquitectura dependiente de la Universidad alcanzó un notable prestigio bajo la dirección del arquitecto Eduardo Sacriste. Uno de los egresados de esta escuela fue el mundialmente reconocido arquitecto César Pelli.
El golpe de Estado de 1966 determinó que la universidad estatal estuviese sometida a sucesivas intervenciones bajo el gobierno de la "Revolución Argentina", como también bajo los gobiernos peronistas posteriores. Entre 1969 y 1973, la población estudiantil no escapó a la efervescencia política del momento, siendo uno de los principales actores de levantamientos populares como los "tucumanazos", lo que provocó la posterior persecución política en los claustros una vez producido el golpe de Estado de 1976.
Durante la última dictadura militar de 1976, y bajo el marco del terrorismo de Estado entre los años 1970 y 1980 se intervino a todas las autoridades universitarias de la UNT, se disolvieron los centros estudiantiles, se produjo una censura en los programas de estudios universitarios y se produjeron numerosos secuestros y posteriores desapariciones forzadas de alumnos, de profesores y de académicos relacionados con la Universidad de Tucumán.

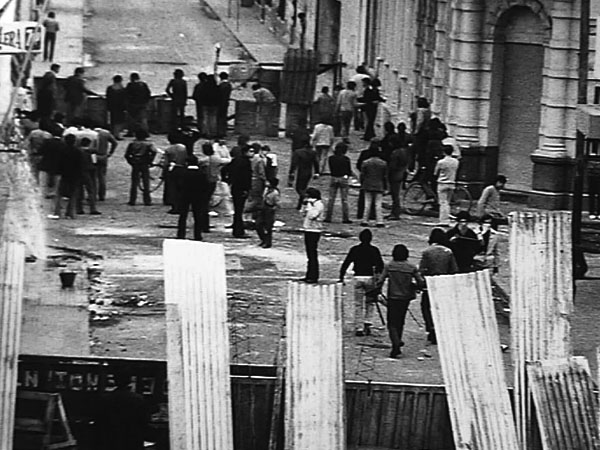
Los alumnos de la Universidad Nacional de Tucumán se enfrentan con las fuerzas de seguridad durante el segundo "Tucumanazo", en el año 1972, frente al edificio de la Facultad de Derecho y Ciencias Sociales en la calle 25 de Mayo al 400.

Con la vuelta a la democracia en 1983, se normalizaron las instituciones públicas, y la UNT no fue la excepción.
Alcanzó la normalización institucional cuando la Asamblea Universitaria eligió en 1986 a Rodolfo Martín Campero como rector durante dos periodos sucesivos (1986-1993), a quien sucedió transitoriamente el Contador Héctor Ostengo (1993-1994). A estas gestiones le sucedieron los rectorados del Dr. César Catalán (1994-1998), y del Contador Mario Marigliano (1998-2002 y 2002-2006), el contador Juan Alberto Cerisola electo por dos periodos: 2006-2010 y 2010-2014. 
La primera rectora mujer fue Alicia Bardón, electa en mayo de 2014, cuyo rectorado concluyó el 30 de mayo de 2018, cuando asumió con nuevo rector, José García, acompañado por Sergio Pagani, como vicerrector, cuyo mandato se extiende hasta el año 2022. 
La vocación regional de la Universidad de Tucumán apuntaba a fortalecer la economía de la zona, basada en la agroindustria azucarera lo que se traduciría en el impulso constante de ampliación de su oferta académica en la región, Argentina y países de Latinoamérica. De sus distintos institutos radicados en el noroeste argentino nacerían la Universidad Nacional de Salta, la Universidad Nacional de Jujuy, la Universidad Nacional de Santiago del Estero, la Universidad Nacional de Catamarca, la Universidad Nacional del Nordeste y la Facultad Regional de la Universidad Tecnológica Nacional.

## Autoridades de la Universidad Nacional de Tucumán desde su fundación

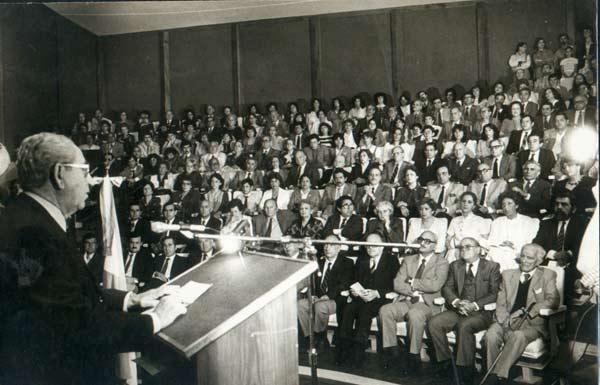
El rector Eugenio Flavio Virla inaugura el nuevo Centro Cultural de la U.N.T. Año 1984.

| Período   | Autoridad                  | Observaciones |
| --------- | -------------------------- | ------------- |
| 1914-1921 | Dr. Juan B. Terán          | Rector        |
| 1921      | Alejandro Grüning Rosas    | Interventor   |
| 1921-1922 | Ing. José Luis Aráoz       | Interventor   |
| 1922-1923 | Dr. Felipe S. Pérez        | Interventor   |
| 1923-1929 | Dr. Juan B. Terán          | Rector        |
| 1929      | Ing. Alejandro Uslenghi    | Interventor   |
| 1929-1933 | Dr. Julio Prebisch         | Rector        |
| 1933-1937 | Ing. Julio Ayala Torales   | Rector        |
| 1937-1940 | Dr. Julio Prebisch         | Rector        |
| 1940      | Dr. Ismael Casaux Alsina   | Interventor   |
| 1940-1942 | Dr. Adolfo Piossek         | Rector        |
| 1942-1943 | Ing. José Sortheix         | Rector        |
| 1943      | Dr. Santiago de Estrada    | Interventor   |
| 1944      | Dr. David Lascano          | Interventor   |
| 1944-1945 | Dr. Felipe Cortés Funes    | Interventor   |
| 1945      | Dr. Jorge M. Terán         | Interventor   |
| 1945      | Dr. Alberto Rouges         | Rector        |
| 1945-1946 | Dr. Prudencio Santillán    | Rector        |
| 1946-1948 | Dr. Horacio Descole        | Interventor   |
| 1948-1951 | Dr. Horacio Descole        | Interventor   |
| 1951-1952 | Ing. Anacleto Tobar        | Interventor   |
| 1952-1954 | Dr. Carlos F. Aguilar      | Interventor   |
| 1954-1955 | Dr. Pedro Amadeo Heredia   | Interventor   |
| 1955-1956 | Dr. Rafael García Zavalía  | Interventor   |
| 1956-1957 | Dr. Gerardo Peña Guzmán    | Interventor   |
| 1957-1958 | Ing. Eugenio Flavio Virla  | Interventor   |
| 1958-1962 | Ing. Eugenio Flavio Virla  | Rector        |
| 1962-1966 | Ing. Eugenio Flavio Virla  | Rector        |
| 1966-1970 | Ing. Rafael Paz            | Interventor   |
| 1970-1972 | Lic. Héctor Ciapuscio      | Interventor   |
| 1972-1973 | Dr. Raúl H. Barber         | Interventor   |
| 1973-1974 | Dr. Pedro Amadeo Heredia   | Interventor   |
| 1974-1975 | Dr. Roberto Rafael Torino  | Interventor   |
| 1975-1976 | Dr. Juan José Pons         | Interventor   |
| 1976      | Coronel Eugenio A. Barroso | Interventor   |
| 1976-1977 | Dr. Carlos A. Cornejo      | Interventor   |
| 1977-1979 | Dr. Jaime Verdaguer        | Interventor   |
| 1979-1983 | Dr. Carlos Raúl Landa      | Interventor   |
| 1983-1984 | Prof. Luis E. Salinas      | Interventor   |
| 1984-1986 | Ing. Eugenio Flavio Virla  | Interventor   |
| 1986-1993 | Dr. Rodolfo Martín Campero | Rector        |
| 1993-1994 | CPN Héctor Ostengo         | Rector        |
| 1994-1998 | Dr. César Catalán          | Rector        |
| 1998-2002 | CPN Mario Marigliano       | Rector        |
| 2002-2006 | CPN Mario Marigliano       | Rector        |
| 2006-2010 | CPN Juan Cerisola          | Rector        |
| 2010-2014 | CPN Juan Cerisola          | Rector        |
| 2014-2018 | Dra. Alicia Bardón         | Rectora       |
| 2018-2022 | Ing. José García           | Rector        |
| 2022-2026 | Ing. Sergio Pagani         | Rector        |

Fuente: Prof. Roberto Pucci "Pasado y presente de la Universidad tucumana" Archivado el 7 de agosto de 2016 en Wayback Machine.

## Forma de gobierno

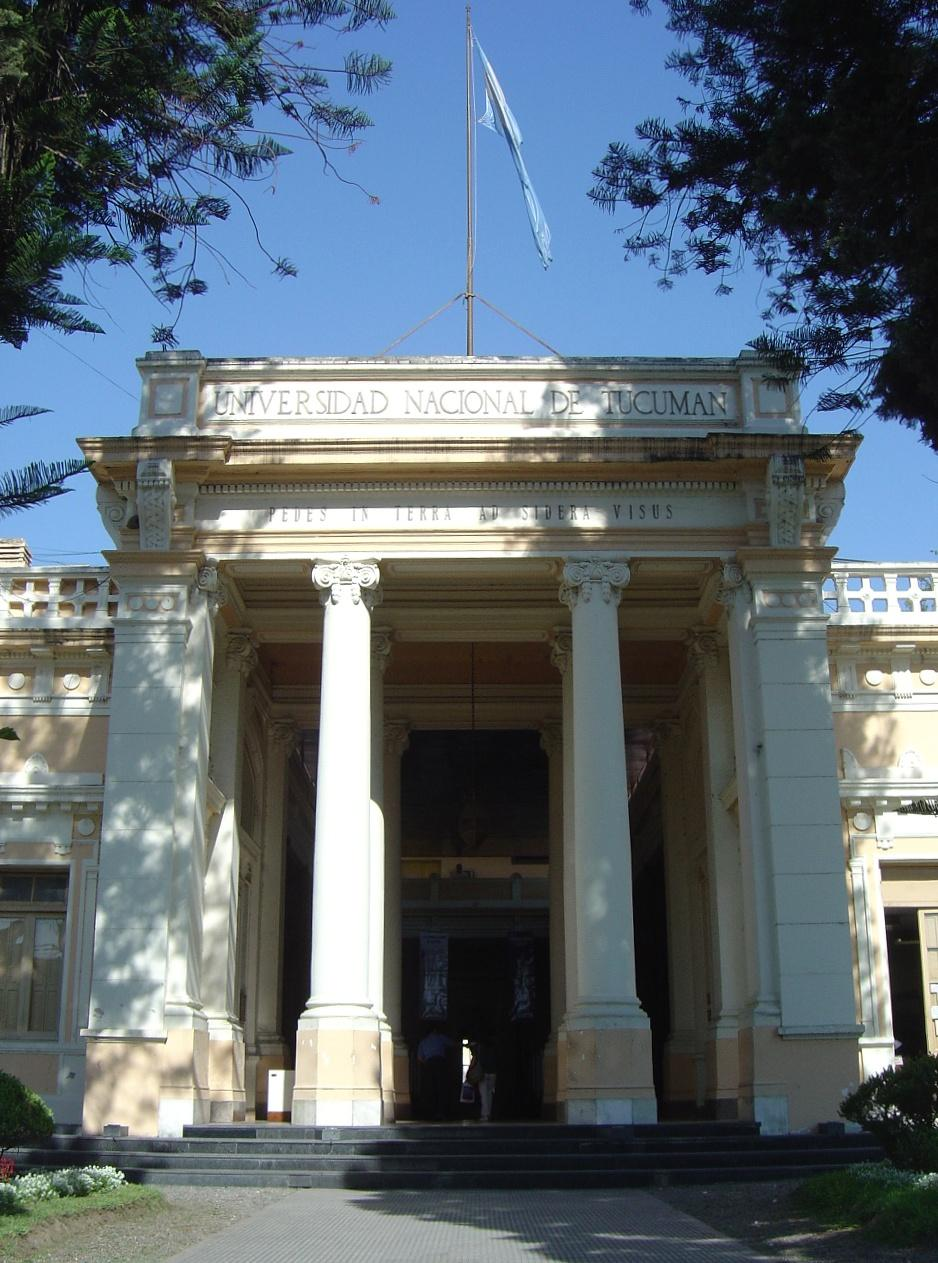
Sede del Rectorado.

De acuerdo al Estatuto, la UNT se rige por un sistema de gobierno autónomo que prevé órganos propios de gobierno.
Participan de docentes, estudiantes, egresados y personal no docente, quienes son elegidos en votaciones directas en cada facultad. Así, cada claustro de la comunidad universitaria interviene en la definición de políticas institucionales y la resolución de problemáticas cotidianas.
El gobierno es ejercido por la Asamblea Universitaria (HAU), el Consejo Superior (HCS), el rector y vicerrector, los consejos directivos de las Facultades y los Decanos y vicedecanos.

### Asamblea Universitaria
La HAU, presidida por el rector, está integrada por los Decanos y los miembros de los Consejos Directivos de las Facultades. Tiene entre sus principales atribuciones: elegir Rector y Vicerrector y resolver sobre su renuncia, remover con causa justificada al Rector o Vicerrector y reformar el Estatuto de la Universidad.

### Consejo Superior
El HCS, presidido por el Rector, está integrado por los Decanos, nueve docentes regulares, seis estudiantes, dos egresados y un no docente. Entre sus funciones se consigna: la aprobación de planes de estudios y sus reformas, crear o suprimir Facultades, crear o suprimir carreras, convalidar los llamados a concursos, dictar reglamentos, etcétera.

### Rector y Vicerrector
El Rector, es la máxima autoridad ejecutiva en el ejercicio de la administración de la Universidad a la cual representa, otorga títulos y ejerce funciones administrativas, económicas y financieras, y cuenta con un gabinete de gestión constituido por funcionarios que lo asisten y asesoran.
El Vicerrector que reemplaza al Rector en caso de ausencia temporaria o definitiva, preside el Consejo de Decanos y asume las responsabilidades que determine el Rector.

### Consejo Directivo de las Facultades
Los órganos de gobierno de las Facultades son el Consejo Directivo y el Decano. El Consejo Directivo, conformado por seis representantes docentes, tres estudiantes, un consejero egresado y un consejero no docente, tiene por funciones principales, y entre otras, elegir decano y vicedecano, hacer cumplir el Estatuto y las normas que con carácter general haya establecido el Consejo Superior, aprobar proyectos de planes de estudios y entender en los concursos de docentes regulares. 

### Decano y vicedecano
Por su parte, el decano ejerce la representación de la Facultad, preside las sesiones del Consejo Directivo, ejerce la conducción administrativa, económica y financiera de la Facultad, dirige, coordina y supervisa la actividad académica, etcétera.

## Organización universitaria

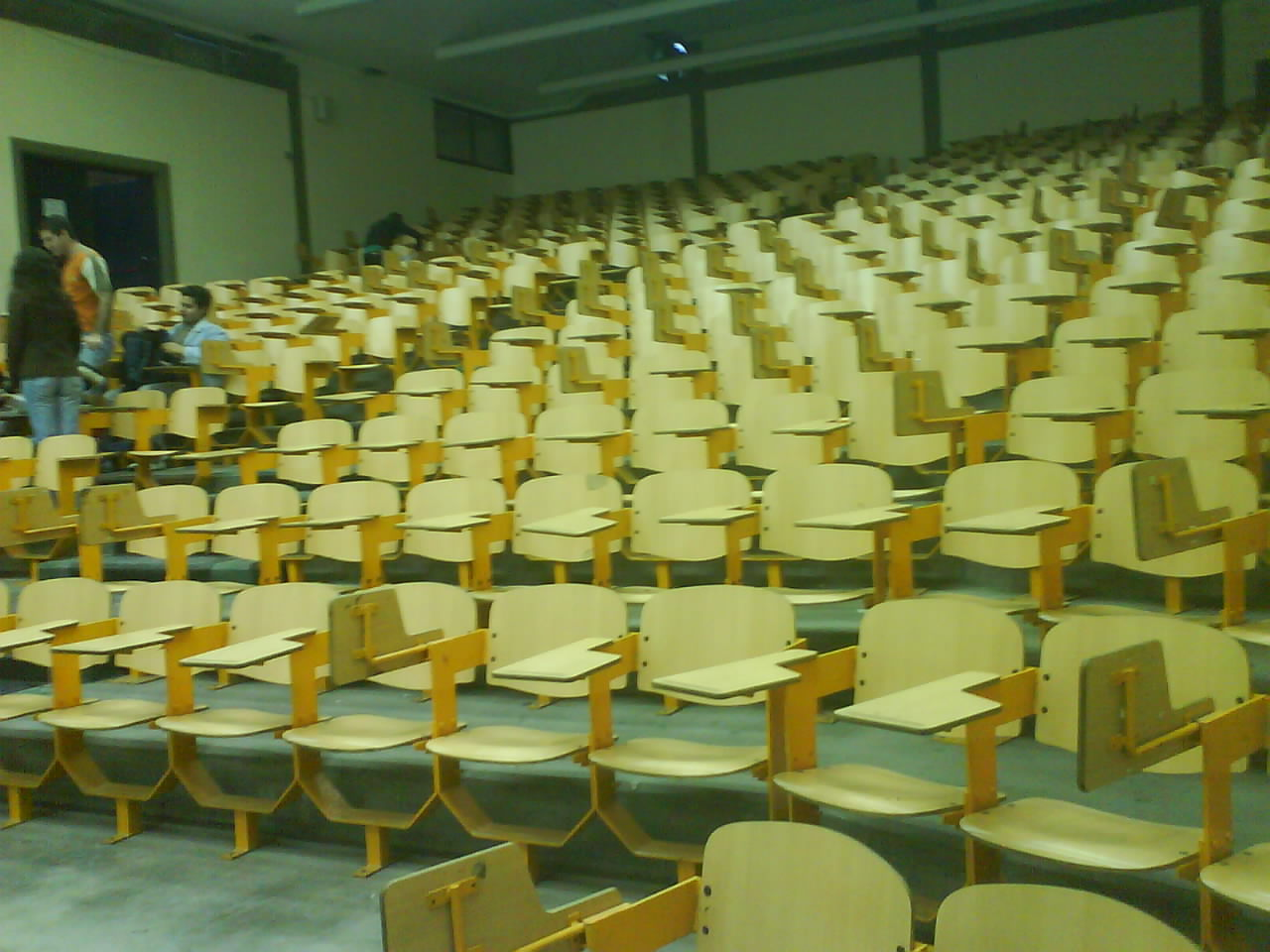
Anfiteatros que pertenecen al Anexo de la Facultad de Derecho y Ciencias Sociales (UNT), ubicados en la Quinta Agronómica.

La UNT está organizada sobre una estructura integrada por: el Rectorado y sus dependencias, 13 facultades, 2 escuelas universitarias, y 7 escuelas experimentales preuniversitarias (en ellas se imparte educación del Nivel Inicial, Primario, Medio y Educación Superior No Universitaria), Gymnasium, Escuela y Liceo Vocacional Sarmiento, Escuela de Agricultura y Sacarotecnia (con campo propio e instalaciones agropecuarias), Instituto Técnico de la Capital, Instituto Técnico de Aguilares, Escuela de Bellas Artes (UNT) (EBA), Instituto Superior de Música y Escuela Universitaria de Cine, Video y Televisión.

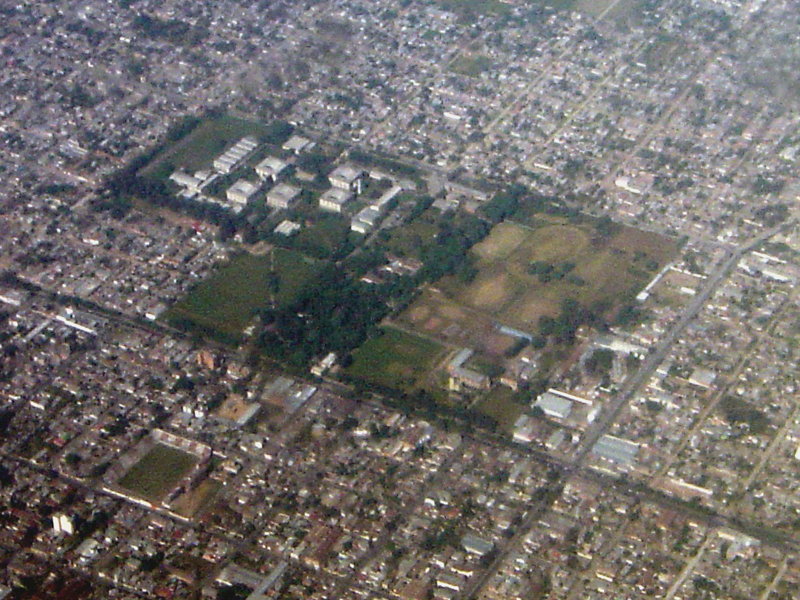
Campus de la Quinta Agronómica, sede de varias facultades de la UNT.

### Centros Universitarios
Las diferentes dependencias de la Universidad Nacional de Tucumán concentran en los Centros Universitarios dentro de la ciudad de San Miguel de Tucumán y también en el interior provincial.
En San Miguel de Tucumán
- Rectorado Central: Ayacucho 476
- Centro Ing. Roberto Herrera "Quinta Agronómica": Av. Roca 1900
- Centro Julio Prebisch: Av. Benjamín Aráoz 800
- Centro Educación Física: avenida Benjamín Aráoz 850
- Centro Miguel Lillo: Combate de Las Piedras 1500

En la Ciudad de Aguilares
- Centro Universitario de Aguilares: calle Alberdi 1200

En El Manantial
- Finca El Manantial: F. Ameghino s/n. Bº Mercantil

## Facultades, Escuelas Universitarias y Bibliotecas
La UNT cuenta con trece (13) facultades y dos (2) escuelas universitarias, las cuales están distribuidas en diferentes puntos de la ciudad de San Miguel de Tucumán y también en el interior provincial. Todas las facultades de la universidad acumulan un total de 250.000 m², distribuidas en más de veinte propiedades.

### Facultades
- Facultad de Agronomía y Zootecnia
- Facultad de Arquitectura y Urbanismo
- Facultad de Artes
- Facultad de Bioquímica, Química y Farmacia
- Facultad de Ciencias Económicas
- Facultad de Ciencias Exactas y Tecnología
- Facultad de Ciencias Naturales
- Facultad de Derecho y Ciencias Sociales
- Facultad de Educación Física
- Facultad de Filosofía y Letras
- Facultad de Medicina
- Facultad de Odontología
- Facultad de Psicología

### Escuelas Universitarias
- Escuela Universitaria de Cine, Video y Televisión
- Escuela Universitaria de Enfermería

### Bibliotecas
- Biblioteca Central ubicada en la sede del Rectorado y trece (13) bibliotecas temáticas en sus respectivas Facultades.
- Biblioteca Pública Sarmiento.

## Escuelas Medias
Las Escuelas Medias de la UNT o Escuelas Experimentales de la UNT son 8 instituciones de educación preuniversitaria, especializadas cada una en un área que pertenecen a la UNT.
- Escuela de Bellas Artes (EBA)
- Escuela y Liceo Vocacional Sarmiento
- Instituto Técnico
- Gymnasium
- Escuela de Agricultura y Sacarotecnia (EAS)
- Instituto Superior de Música
- Instituto Técnico de Aguilares
- Escuela técnica vial general Manuel Belgrano

## Teatros, Museos y Centros Culturales

### Teatros

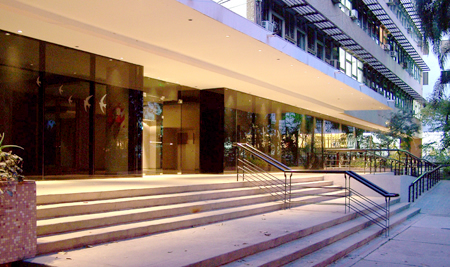
Entrada del Museo Miguel Lillo de Ciencias Naturales

- Teatro Alberdi

- Teatro Paul Groussac

### Museos
- Museo de la UNT - MUNT)
- Museo de Ciencias Naturales “Miguel Lillo"
- Museo de Arqueología

### Centros Culturales
- Centro Cultural “Eugenio F. Virla”
- Centro Cultural “Rojas" (Aguilares)

## Institutos vinculados a la UNT
- Instituto “Miguel Lillo”
- Instituto de Arqueología
- Instituto Superior de Investigaciones Biológicas (INSIBIO)
- Instituto Superior de Correlación Geológica (INSUGEO)
- Instituto Superior de Estudios Sociales (ISES). ISES-CONICET-UNT
- Centro de Referencia de Lactobacilos (CERELA). FECIC-CONICET-UNT
- Centro de Elaboración y Estudios Farmacéuticos (CEyEF) que depende de la Facultad de Bioquímica, Química y Farmacia
- Planta Piloto de Procesos Microbiológicos Industriales (PROIMI). FECIC-CONICET-UNT

## Investigaciones y Extensión de la Universidad

### Conicet
El Consejo Nacional de Investigaciones Científicas y Técnicas (Conicet) es el principal organismo dedicado a la promoción de la ciencia y la tecnología en la Argentina y la UNT trabaja en conjunto, mediante diferentes centros de investigación e institutos.  Estos centros tienen convenios con la Universidad Nacional de Tucumán y son dirigidos por docentes e investigadores de distintas Facultades de la casa de altos estudios.
Tucumán concentra entre un 75 % y 80 % de la masa crítica de investigadores del Noroeste argentino.

#### Ruinas Incaicas deLa Ciudacita
A más de 4.000 m s. n. m. se elevan las ruinas del único bastión incaico en Tucumán. El Instituto de Arqueología y Museo de la UNT coordina un proyecto para conocer el legado de una historia enmarcada por las nieves eternas del Aconquija.

#### Tecnología de punta para el seguimiento de vicuñas en la Puna Argentina
Un sistema de collares de alta tecnología para el seguimiento de la vicuña fue desarrollado por un equipo de investigadores de la UNT. La especie estuvo en peligro de extinción y hoy es considerada “vulnerable”, por lo tanto resulta fundamental su cuidado y conservación a partir del estudio de su comportamiento y hábitat. La producción de ponchos y mantas con fibra de vicuña es una de las principales actividades económicas de la región.

#### Investigaciones sobreAlzheimery elParkinson
Un grupo de investigadores tucumanos llevó a cabo un trabajo por el que se aportaron nuevos datos sobre las bases moleculares de las enfermedades neurodegenerativas Alzheimer y Parkinson. Los científicos analizaron la proteína llamada Gliceraldehido 3-fosfato deshidrogenasa, involucrada en ambas enfermedades, que provoca la muerte celular cuando se vuelve insoluble. La investigación fue premiada por segunda vez por la Sociedad Argentina de Biofísica.

#### Sistema informatizado para medir la agudeza visual
La nueva herramienta fue creada por científicos tucumanos y reemplaza a la tradicional tabla optométrica empleada por los oftalmólogos. Se comercializa bajo el nombre FVC100. De mayor precisión y confiabilidad para detectar enfermedades visuales, el sistema permite realizar el seguimiento de cambios en la función visual, evaluar la pérdida de visión, predecir futuros cambios en la vista y evaluar a los conductores de vehículos, entre otras funciones.

#### Integración para no videntes
Los especialistas elaboraron una maqueta de la ciudad de Tucumán con sistema Braille. Para que los ciegos de Tucumán podrán aprender a ubicarse en la ciudad. Implementar el sistema de lectura Braille en una maqueta que montará el diseño de la zona comprendida entre las 4 avenidas (Roca, Avellaneda, Sarmiento y Mitre) de San Miguel de Tucumán. Así, el ciego podrá guiarse con mayor facilidad mediante su tacto. Se conformaron las manzanas con cuadros y se implementaron figuras especiales para identificar a los distintos edificios, como la Catedral, la Casa de Gobierno o el Correo, etc. De esa ciudad.

#### Medicamentos para heridas crónicas
Se ha desarrollado una novedosa utilización de probióticos en sistemas extra-gastrointestinales. Se propone su aplicación como adyuvante procicatrizante y antipatogénico en el tratamiento de heridas crónicas como el pie diabético, úlceras por presión, úlceras venosas y quemaduras. Los investigadores de Conicet y de la Facultad de Bioquímica, Química y Farmacia solicitaron dos patentes al respecto. Actualmente se encuentran realizando las fases clínicas en Hospitales de la provincia.

## Editorial de la UNT

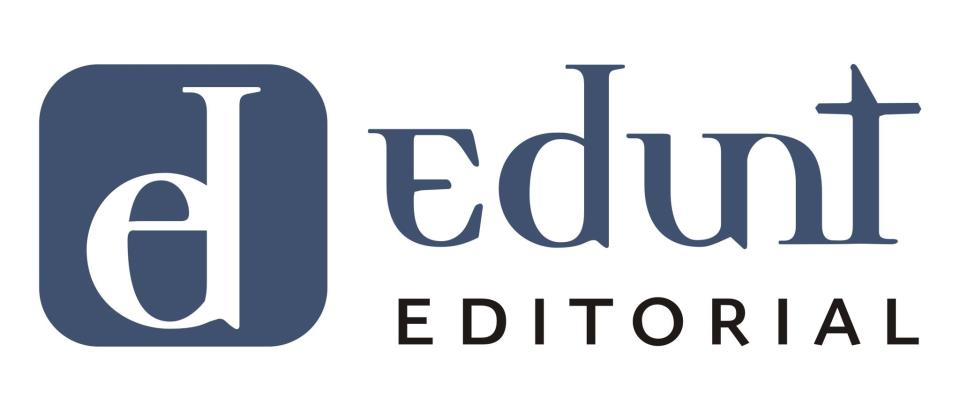
Editorial de la Universidad Nacional de Tucumán

Creada en octubre de 2006, es una institución que depende del Rectorado y tiene como objetivo publicar libros y obras sometidas a un previo mecanismo de evaluación. Tiene previsto dar prioridad a la edición de obras que expresen el conocimiento producido en unidades académicas, institutos y dependencias de Universidad, así como de otros centros de enseñanza universitaria del país y del extranjero.
También está contemplada la traducción de obras extrajeras de reconocido prestigio que potencien la investigación, docencia y divulgación de los conocimientos en el ámbito regional y nacional.
En el 2017 la editorial lleva más de 40 publicaciones, destacándose “La Novela Perdida" de Horacio Elsinger presentada en la 43.ª edición de la Feria Internacional del Libro en Buenos Aires.

## Extensión Universitaria

### Área Servicios
- Obra Social de Atención Médica para el Personal (ASUNT)
- Acción Social Para Estudiantes (ASPE)

### Área Cultural
- Orquesta Sinfónica
- Orquesta Juvenil
- Coro Universitario
- Coro de Niños y Jóvenes Cantores de la UNT

### Área Social
- Educación Permanente para Adultos Mayores (EPAM)
- Programa Universitario para el Estudio de las Adicciones (PUNA)
- Programa Universitario de Extensión y Desarrollo Social (PUEDES)
- Dirección de Educación No Formal
- Programa de Investigación y Desarrollo en Democracia, Anticorrupción y Buen Gobierno (PIDABG)
- Unidad de Negocios, ofrece asesoramiento y servicios a empresas e instituciones, relacionados con las actividades de sus docentes e investigadores como análisis de alta complejidad para control de calidad y ensayos

## Bienestar Universitario
La Secretaría de Bienestar Universitario, es asistida por los siguientes organismos que dependen directamente de ella y que integran su estructura interna:

### Dirección General de Parque Sierra San Javier

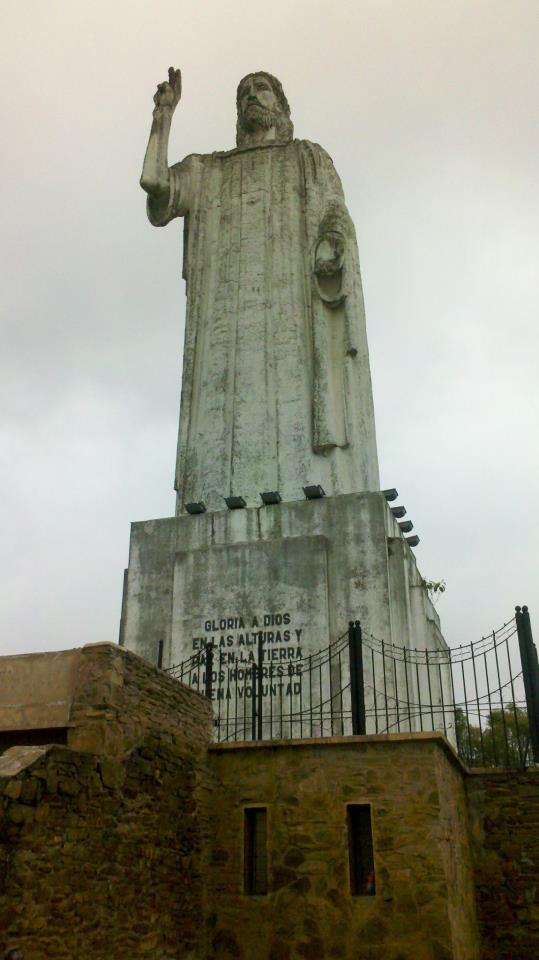
Cristo Bendicente

Esta área protegida, propiedad de la Universidad, desde 1990 tiene "categoría II" según la UICN, lo que equivale a un parque nacional, ocupa 14.174 ha de la Sierra, tiene un perímetro de 80 km aproximadamente; de las 19.000 ha de la sierra homónima el 80 % son áreas protegidas.

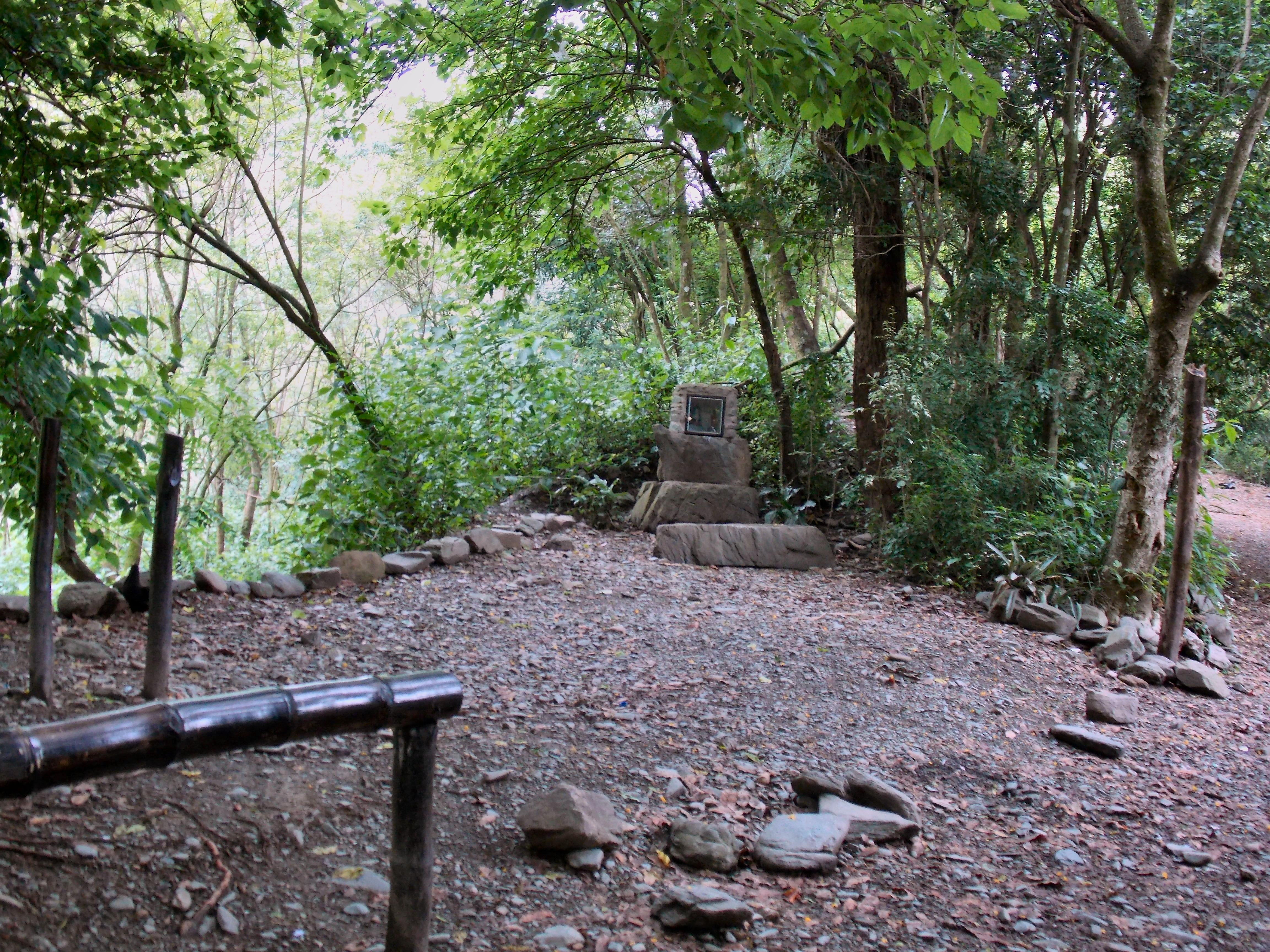
Parque San Javier - Sendero del funicular (gruta)
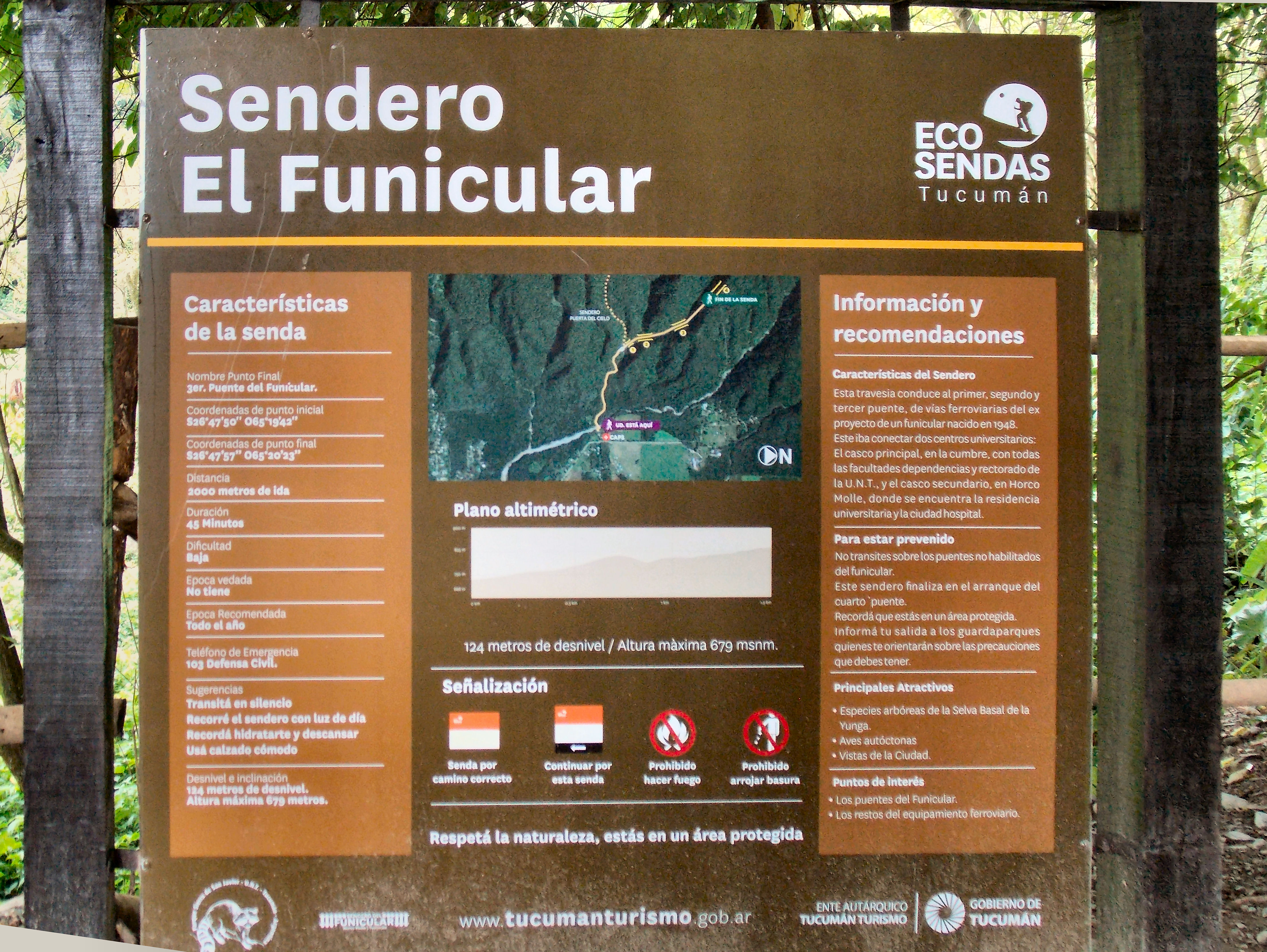
Parque San Javier - Sendero del funicular
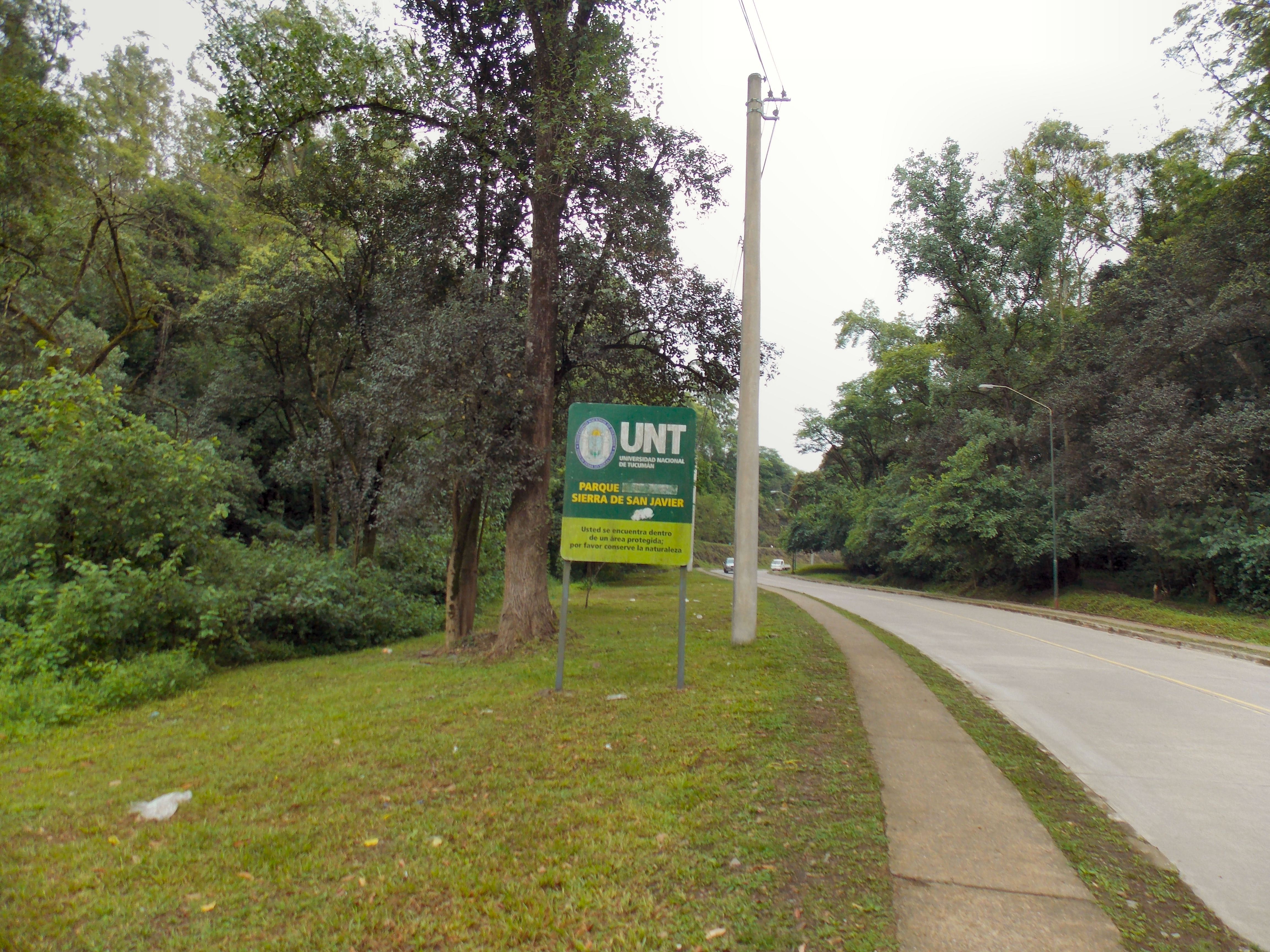
Parque San Javier - Acceso por Horco Molle
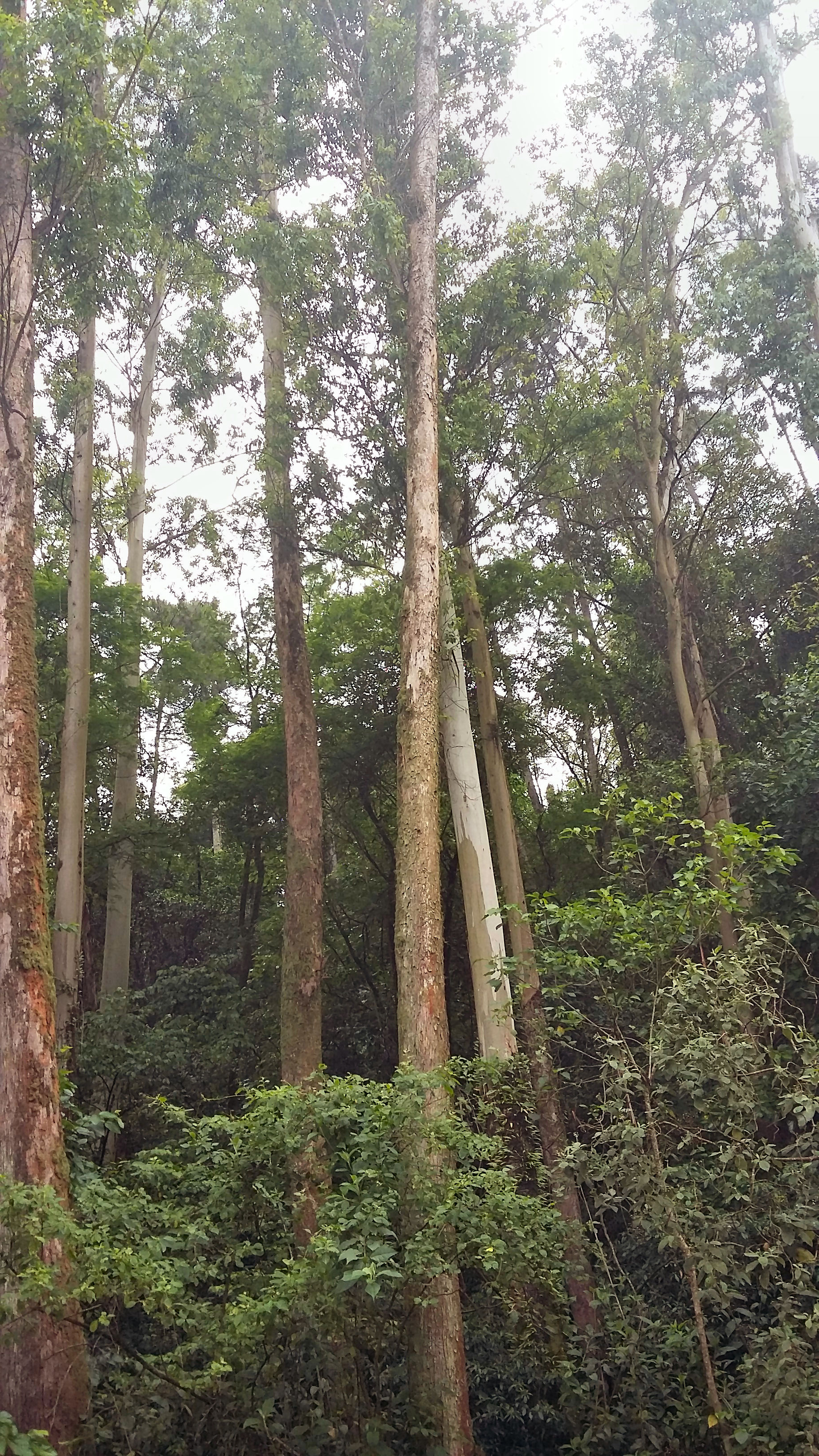
Vegetación en el Parque San Javier

En la parte central del San Javier, a unos 1200 m s. n. m., se encuentra la villa turística y el Cristo Bendicente, una escultura de 28 m de altura y 135,8 tn de peso, realizada por el artista tucumano Juan Carlos Iramain, e inaugurada en 1942, año de fundación de la Villa. Debido a su tamaño, se puede apreciar desde la ciudad.

## Residencias Universitarias
Ubicadas a 15 km de San Miguel de Tucumán y a 650 m s. n. m., se encuentran rodeada por el esplendor de las Yungas o selva de montaña, una de las selvas con mayor biodiversidad del mundo, con 70 especies de mamíferos y 200 de aves, entre ellos palomas, lechuzas, picaflores, loros, corzuelas, pecaríes, mayuatos y felinos.
Entre las comodidades que se destacan son gran cantidad de habitaciones, un comedor para 200 personas, salón techado para 100 personas y uno al aire libre para 150 personas. Cuenta con un complejo deportivo con pileta de natación semiolímpica, canchas de frontón, fútbol reducido, básquet y vóley. Rodeado de espacios verdes con zonas de campamento y senderos interpretativos de la naturaleza

## Deportes
El Complejo Deportivo “Prof. Federico G. Dickens” ubicado en el Centro Universitario "Quinta Agronómica", proporciona a los estudiantes las condiciones necesarias para la práctica deportiva. Gimnasio, canchas de fútbol 11, 7, vóley, básquet y boxeo son algunas de las disciplinas que se pueden desarrollar.
Los universitarios utilizan la totalidad de sus instalaciones mayormente durante el mediodía y la tarde, cuando termina la jornada académica.
- PRO.S.E.U (Programa de Salud para Estudiantes Universitarios)
- PRO.D.I.S (Programa de Discapacidad e Inclusión Social)
- Casa del Estudiante
- Centro Universitario de Empleo (C.U.E)
- Área de Apoyo Tecnológico
- Albergue de montaña "Las Mesadas", en la Yunga tucumana

## Televisión y radio

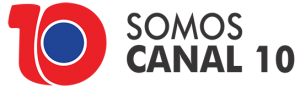
Logo Canal 10 Tucumán.

Logo Radio Universidad 94.7 Tucumán

LW 83 TV Canal 10 es una estación de televisión argentina y uno de los dos canales de televisión abierta con mayor influencia en la provincia de Tucumán. Pertenece a la Universidad Nacional de Tucumán, y al Superior Gobierno de la provincia de Tucumán. La emisora cuenta con estudios y oficinas en la ciudad de [Yerba Buena (Tucumán)] y su planta transmisora se encuentra en (Villa Nougués). 
Posee además cinco estaciones repetidoras: Canal 2 de (Choromoro), Canal 4 y Canal 10 de (Tafí del Valle), Canal 5 de (Trancas) y Canal 7 de (San Pedro de Colalao). 
La emisora radial en FM: LRK 319 Radio Universidad Tucumán (RUT) es una emisora local cuyo alcance es de 100 km aproximadamente y transmite las 24 horas en Frecuencia Modulada 94,7 MHz.
Radio Universidad se encarga de difundir la ciencia, el arte, la cultura, y la información relativas a la vida universitaria.

## UNT y la Minería
Yacimientos Mineros Agua de Dionisio (YMAD) es una empresa minera interestatal de Argentina, conformada por el Estado Nacional Argentino, el Gobierno de la provincia de Catamarca y la Universidad Nacional de Tucumán.
La presencia de la Universidad se explica porque fue un universitario, el doctor Abel Peirano, quien descubrió el yacimiento que en 1948 donó a la UNT.
El dinero que recibía la UNT debía estar destinado a la construcción de la Ciudad Universitaria, porque eso expresaba la ley de creación de YMAD. Dos años después de empezar a recibir dinero de la explotación que ya llevaba 11 años, a través de una resolución el entonces Rector Juan Alberto Cerisola dio por concluida la Ciudad Universitaria, de ahí en más el dinero que recibió la Universidad fue de “libre disponibilidad”.
La Justicia Federal investiga, las denuncias por contaminación ambiental de Minera La Alumbrera y, el uso que le dio la UNT a los fondos que llegaron (entre 2006 y 2009) producto de las utilidades de la explotación de Bajo La Alumbrera.
Actualmente están procesados cuatro exfuncionarios: el ex Rector, Juan Alberto Cerisola, el exdiputado por la UCR, Luis Sacca (exdirector de la Secretaría de Bienestar Universitario), Olga Cudmani (exdirectora de Construcciones Universitarias) y Osvaldo Venturino, (exdirector de Inversiones y Contrataciones). Se investiga si hubo malversación de fondos vinculados a la construcción de la Ciudad Universitaria.